# Дрејков пролаз
Дрејков пролаз (енгл. The Drake Passage, шп. Mar de Hoces: Хоческо море) је водена површина између најјужнијег врха Јужне Америке (рт Хорн) и Јужних Шетландских острва Антарктика. Повезује најјужнији део Атлантског океана са југоисточним делом Пацифика.
Пролаз је добио име по енглеском пирату Френсису Дрејку (Francis Drake) из 16. века, који је први прошао туда. Пола века раније, 1525, у близини је прошао шпански морепловац Франсиско де Хочес (Francisco de Hoces) па неки историчари сматрају да пролаз треба да носи име по њему. Пролаз је ширине око 800 km. У њему се могу уочити китови, делфини, фоке и многобројне птице, укључујући албатросе и пингвине. Сматра се да је пролаз отворен пре 41 милион година, померањем Антарктика на југ. Последица тога је била успостављање поларне морске струје око Антарктика и даље хлађење континента.
Дрејком пролаз се сматра једним од најопаснијих путовања за бродове. Струје на својој географској ширини не наилазе на отпор било које копнене масе, а таласи су високи до 40 ft (12 m), отуда његова репутација као „најмоћније конвергенције мора“.

## Историја
Пловећи јужно од улаза у Магеланов мореуз, шпански морепловац Франциско де Хосес открио је овај пролаз 1525. године, чиме је постао први Европљанин који је прошао кроз њега. Из тог разлога, појављује се као Мар де Хоцес у већини шпанских и шпанско америчких мапа и извора.
Пролаз је добио своје енглеско име од сер Франциса Дрејка током његове пљачкашке експедиције. Након што је прошао кроз Магеланов мореуз са Мариголдом, Елизабетом и његовим водећим бродом Златна кошута, Дрејк је ушао у Тихи океан и био је одуван далеко на југ у олуји. Мариголд је изгубљен, а Елизабета је напустила флоту. Само је Дрејкова Златна кошута ушла у пролаз. Овај инцидент је показао Енглезима да јужно од Јужне Америке има отворених вода.
Први транзит на људски погон (веслањем) преко пролаза остварен је 25. децембра 2019. године. Њихово достигнуће постало је тема документарног филма из 2020. године, под називом Немогући ред.

## Географија
Дрејков пролаз је отворен када се Антарктик одвојио од Јужне Америке због тектонике плоча. Много је дебата о томе када се то догодило. Отварање је имало велики утицај на глобалне океане због дубоких струја попут Антарктичке циркумполарне струје (ACC). Ово отварање је могло бити примарни узрок промена у глобалној циркулацији и клими, као и брзог ширења антарктичких ледених покривача, јер је Антарктик био окружен океанским струјама, те је био одсечен од примања топлоте из топлијих региона. Прецизно датирање најранијег отварања Дрејковог пролаза је компликовано постојањем фрагмената плоча, који су реконструисани да би показали старост најранијег отвора.
Пролаз широк 800 km-wide (500 mi) између рта Хорн и острва Ливингстон је најкраћи прелаз са Антарктика на другу копнену масу. Граница између Атлантског и Тихог океана понекад се сматра линијом повученом од рта Хорн до Снежног острва (130 km (81 mi) северно од копна Антарктика), иако је Међународна хидрографска организација дефинише као меридијан који пролази кроз rt Хорн — 67° 16′ W. Обе линије леже унутар Дрејковог пролаза.

## Значај у физичкој океанографији

### Интеракције океана и климе
„Главне карактеристике температурних и салинитетних поља модерног океана, укључујући укупну термичку асиметрију између хемисфера, релативну сланост дубоке воде формиране на северној хемисфери, и постојање трансекваторијалне транспортне циркулације, развијају се након отварања Дрејковог пролаза“.
Важност отвореног Дрејковог пролаза протеже се много више од географских ширина Јужног океана. Бурне четрдесете и Бесне педесете дувају око Антарктика и покрећу Антарктичку циркумполарну струју. Као резултат Екмановог транспорта, вода се транспортује ка северу од Антарктичке циркумполарне струје (са леве стране док је окренута ка правцу тока). Користећи лагранжијев приступ, водене парцеле које пролазе кроз Дрејков пролаз могу се пратити на њиховом путовању у океанима. Око 23 Sv воде се транспортује из Дрејковог пролаза ка екватору, углавном у Атлантском и Тихом океану. Може се рећи да ова вредност није далеко од транспорта Голфске струје у Флоридском мореузу (33 Sv), али је за ред величине нижа од транспорта Антарктичке циркумполарне струје (100–150 Sv). Вода која се транспортује из Јужног океана до северне хемисфере доприноси глобалној равнотежи масе и омогућава меридијалну циркулацију преко океана.
Неколико студија повезало је тренутни облик Дрејковог пролаза са ефикасном атлантском меридијанском циркулацијом (AMOC). Направљени су модели са различитим ширинама и дубинама Дрејковог пролаза и анализиране су последичне промене у глобалној океанској циркулацији и дистрибуцији температуре. Утврђено је да се „транспортна трака“ глобалне термохалинске циркулације појављује само у присуству отвореног Дрејковог пролаза, подложног ветру. Конкретно, са затвореним Дрејковим пролазом, нема Северноатлантске дубоке водене ћелије, нити Антарктичке циркумполарне струје (очигледно, пошто Антарктик није у потпуности окружен водом). Са плићим Дрејковим пролазом, јавља се слаба Антарктичка циркумполарна струја, али још увек нема Северноатлантске ћелије дубоке воде.
Такође је показано да се данашња дистрибуција раствореног неорганског угљеника може добити само са отвореним Дрејковим пролазом.

### Турбуленција и мешање
Дијапикнално мешање је процес којим се мешају различити слојеви стратификоване течности. То директно утиче на вертикалне градијенте, тако да је од великог значаја у свим врстама транспорта и циркулације вођеним градијентом (као што је термохалинска циркулација). На поједностављен начин, мешање покреће глобалну термохалинску циркулацију: без унутрашњег мешања, хладнија вода никада не би била изнад топлије воде, и не би било циркулације вођене густином (узгоном). Међутим, сматра се да је мешање у унутрашњости већег дела океана десет пута слабије него што је потребно за подршку глобалној циркулацији. Претпоставља се да се екстра-мешање може приписати ломљењу унутрашњих таласа (Лиови таласи). Када слојевита течност достигне унутрашњу препреку, ствара се талас који се на крају може сломити, мешајући слојеве течности. Процењено је да је диапикнална дифузивност у Дрејковом пролазу ~20 пута већа од вредности непосредно западно у пацифичком сектору Антарктичке циркумполарне струје. Велики део енергије која се распршује кроз унутрашње разбијање таласа (око 20% енергије ветра унешене у океан) се распршује у Јужном океану.